# تشهار مست
تشهار مست (بالفارسية: چهارمست) هي قرية تقع في خراسان شمالي في إيران. يقدر عدد سكانها بـ 82 نسمة .